# Abraxas transvisata
Abraxas transvisata är en fjärilsart som beskrevs av W. Warren 1904. Abraxas transvisata ingår i släktet Abraxas och familjen mätare. Inga underarter finns listade i Catalogue of Life.